# Filmografia de Snoop Dogg
Esta é a filmografia de Snoop Dogg.

## Video Games
- True Crime: Streets of LA
- Def Jam Fight For NY
- Fear & Respect

- Ele também estrelou e produziu filmes, Snoop Dogg apareceu também em alguns games, como True Crime: Streets of LA (como um personagem escondido) e Def Jam: Fight for NY (Crow). O personagem principal em Fear & Respect.

## Filmes
Como um ator ele apareceu nas películas tais como ganhador do Oscar drama Dia de Treinamento, e TV a cabo a série crìticamente aclamada The L Word.
- 1998 - Half Baked - Scavenger Smoker
- 1998 - Caught Up  - Kool Kitty Kat
- 1998 - Ride - Mente
- 1998 - Documentry of Shawn  -  Brian
- 1999 - Garotos Brancos  (participação especial) (também com a música "Whiteboys")
- 2001 - Parceiros no Crime
- 2001 - Baby Boy: O Dono da Rua - Rodney (Ouro)[1]
- 2001 - Dia de Treinamento - Blue
- 2001 - Bones: O Anjo das Trevas - Jimmy Bones
- 2001 - Confusões no Lava-Jato - Dee Loc (também produtor executivo)
- 2003 - Dias Incriveis - ele mesmo (participação especial)
- 2003 - Pauly Shore Está Morto
- 2003 - O Mais Procurado (voz)
- 2004 - Starsky & Hutch - Huggy Bear
- 2004 - Uma Festa no Ar - Antonio Mack
- 2005 - The L.A. Riot Spectacular (narrador)
- 2005 - Boss'n Up - Cordé Christopher
- 2006 - O Inquilino - Willie Spermint
- 2006 - Welcome to Hood of Horror - Caçador do Inferno/Devon/Narrador (também produtor executivo)
- 2012 - Mac & Devin Go to High School - Mac Johnson
- 2023 - House Party - ele mesmo

### Filmes de animação
- 2001 - Volcano High: A Escola do Poder  (voz na versão dublada em Inglês)
- 2005 - Deu Zebra (voz)
- 2006 - Arthur e os Minimoys (voz) (também com a música "Go Girl")
- 2008 - Futurama: The Wild Green Yonder (á estrela
- 2013 - Turbo (voz)

### Ligação ao video
- 1994 - Murder Was the Case (video) - ele mesmo (Platina)
- 1998 - MP Tha Last Don - Bar Patron
- 1998 - Da Game of Life - Smooth
- 1998 - I Got the Hook Up (participação especial) - Bar Patron
- 1999 - The Wrecking Crew - Dra-Man
- 1999 - Hot Boyz (aka Gang Law) - C-Dawg
- 1999 - Urban Menace - Preacher
- 2000 - Tha Eastsidaz - Killa Pop (também Produtor Executivo) (2X Platina)[2]

### Filmes pornográficos
- Snoop Dogg's Doggystyle (também produtor executivo)
- Girls Gone Wild: Doggy Style (2002) - ele mesmo
- Snoop Dogg's Hustlaz: Diary of a Pimp (2002) (também produtor executivo)
- Snoop Dogg's Buckwild Bus Tour (co-produtor executivo)
- Sex in the Studio (convidado especial)

## Documentários
- 1995 - The Show  (ele mesmo)
- 2002 - Tupac Shakur: Thug Angel: The Life of an Outlaw (ele mesmo)
- 2002 - It's Black Entertainment (ele mesmo)
- 2003 - The Real Cancun (reality show) (ele mesmo)
- 2005 - Letter to the President (narrador)
- 2006 - DPG Eulogy (documentário) (ele mesmo)
- 2011 - Justin Bieber: Never Say Never (documentário) (ele mesmo)

## Participações em séries de TV
- Weeds - ele mesmo
- Las Vegas - ele mesmo
- Just Shoot Me - ele mesmo
- Playmakers - Big E (episódios 10-11)
- O Rei do Pedaço - Cafetão White
- South Park - embora não forneceu uma voz do adicional para ele cartoon personagem no episódio Vem aqui a vizinhança
- Where My Dogs At? - ele mesmo (nenhum auxílio da voz)
- Doggy Fizzle Televizzle pela MTV
- The L Word - Slim Daddy (episodios 9-10)
- Monk - Murderous (episódio 79 02x6 Temporada - Sr. Monk e o Rapper)
- Chappelle's Show - Dangle o fantoche
- The Boondocks - como ele mesmo em Soul Plane.